# Piaristická kolej (Nový Bor)
Piaristická kolej v Novém Boru existovala v letech 1763-1870.

## Založení koleje
Město Nový Bor vzniklo roku 1756 podle velkorysého projektu, který si vyžádal Josef Jan Kinský. Počátky Nového Boru sice sahají až do doby těsně po třicetileté válce, ale teprve od druhé poloviny 18. století, kdy se stalo sklářským centrem v severních Čechách, nabylo značného významu. Významně se na jeho rozvoji i rozvoji sklářství podílela piaristická kolej se svým učilištěm, na němž po sto let připravovala sklářské experty pro toto významné a typicky české odvětví průmyslu. Tato škola pozoruhodnou vpravdě evropskou úroveň právě proto, že se vědomě od svého počátku specializovala na obchod se sklem.
V Novém Boru existoval od roku 1749 malý kostelík a město usilovalo spolu s hrabětem Kinským o vlastní faru s více duchovními. Zprvu bylo pomýšleno na kapucíny, ale roku 1760 navrhl hrabě Pachta hraběti Kinskému, aby do Nového Boru přišli piaristé a ujali se současně vyučování. Začalo proto vyjednávání s rektorem piaristické koleje v Kosmonosích, které bylo ukončeno příznivě, i když augustiniáni z České Lípy podali proti zřízení piaristické koleje v Novém Boru písemné námitky, protože se báli, že to ohrozí jejich vlastní gymnázium. Zakládací listina byla vyhotovena již 22. října 1761. Piaristé se zavázali, že budou pečovat o duchovní správu, zřídí vlastní školu, která však neohrozí žádné sousední latinské školy. Proto bylo hned rozhodnuto, že piaristická škola se specializuje vedle základních předmětů i na účetnictví, zbožíznalectví a z jazyků na španělštinu, francouzštinu a italštinu. A to byl základ pozdější proslulosti této školy.

## Piaristická škola
Dne 7. května 1763 přišel do Nového Boru první piaristický superior Gregorius ab Angelis vlastním jménem Antonín Beutel s dalším piaristou. Ti převzali místní kostel a brzy začala výstavba koleje Nanebevzetí Panny Marie a byla pak zřízena hlavní škola a již zmíněná specializovaná nižší reálka. Kolej byla dokončena roku 1765, vyučování však začalo již roku 1763 v soukromém měšťanském domě. Již roku 1765 se v nově postavené budově školy konala první z řady velmi úspěšných školních akademií. Návštěvnost školy stále stoupala úměrně se šířící se proslulostí piaristických učebních metod. Přicházeli sem žáci i ze vzdálených krajů. Z vynikajících učitelů můžeme jmenovat hned prvního superiora Antonína Beutela, druhého superiora Leibnera, dále Marzellina Fromma a zvláště Zachariáše Ressela. Z těchto důvodů vstupovala ze širokého okolí Nového Boru řada mladých studentů do piaristického řádu. Na reálce se vyučovala od roku 1783 i geometrie, kreslení, zeměpis a od roku 1814 i čeština. Pořádala se četná divadelní představení studentů a již zmíněná akademie. Bývalo na nich až 600 diváků. Od roku 1861 byla při škole zřízena i živnostenská škola. Rozkvět piaristického školství trval až do poloviny 19. století, pak začalo upadat. Byl i nedostatek řádových učitelů. Nakonec se piaristé rozhodli kolej i učiliště zrušit. Roku 1870 končí v Novém Boru působení piaristů, kteří se opravdu velmi zasloužili o odborné vzdělání našich sklářů, jejichž výrobky nabyly světové proslulosti. Posledním rektorem a zároveň piaristickým farářem v Novém Boru byl Gotthard V. Kraus (1867–1870).

## Významní profesoři novoborské piaristické školy
- Řehoř – Gregorius ab Angelis z Kosmonos, první superior
- Marzellin Fromm, též Marcellus Fromm, druhý superior, učitel kreslení
- Wenzel Zacharias Ressel (1809, Liberec – 1886), kněz, piarista, učitel, historik a německy píšící básník
- Adrian Wachan, první člověk s titulem ředitele piaristické školy, pocházel z Mladé Boleslavi
- Ildefons Bierfeind, nástupce prvního ředitele školy, přišel z Prahy roku 1784
- Gotthard Kraus, poslední ředitel školy v letech 1867–1870
- Teodor Klímek, (1818 Radíkov – 26. srpen 1879 Lipník), na kněze svěcen v roce 1850
- Johann Čižek, zástupce ředitele školy, zůstal v Novém Boru po roce 1870, kdy odešel poslední ředitel školy
- Alfred Paul aj.

Celkový počet profesorů za dobu trvání piaristické školy byl asi 120 osob.

## Slavní žáci novoborské piaristické školy
- Friedrich Egermann, (1777-1864) – sklářský odborník, vynálezce nových druhů skla

## Pokračovatelé tradice školy
V Novém Boru sídlí i na počátku 21. století sklářská škola navazující na piaristickou tradici, která se skládá ze střední školy, učiliště a vyšší odborné školy. Škola doplnila studijní program navíc o gymnázium, které bylo otevřeno od 1. září 2008.